# ヒラタヤマガメ
ヒラタヤマガメ (Heosemys depressa) は、爬虫綱カメ目イシガメ科オオヤマガメ属に分類されるカメ。

## 分布
バングラデシュ南東部、ミャンマー
模式標本の産地（模式産地）は、アラカン山脈周辺。英名は分布域のアラカン山脈に由来する。

## 形態
最大甲長26.3センチメートル。背甲は扁平で、上から見るとやや細長い。種小名depressaは「扁平な」の意で、和名と同義。項甲板はやや小型で、楔形。椎甲板に筋状の盛り上がり（キール）がある。第1椎甲板は中央部より前部で最も幅広く縦幅と横幅の長さはほぼ等しいが、縦幅よりも横幅の方が長い個体もいる。第2 - 5椎甲板は、縦幅よりも横幅の方が長い。背甲の色彩は明褐色で、黒い不規則な筋模様や、楔形や放射状の斑紋が入る。喉甲板はやや突出し、左右の喉甲板の間に浅い切れ込みが入る。背甲や腹甲の継ぎ目（橋）や腹甲の色彩は淡黄色や黄褐色で、放射状に黒や暗褐色の斑紋が入るがオオヤマガメ属の他種よりは不明瞭。
頭部はやや小型か中型で、吻端はわずかに突出する。顎の咬合面は狭く、顎を覆う角質（嘴）は鋸歯状にならない。頭部や頸部・四肢・尾の色彩は、暗褐色や灰褐色。指趾の間には水かきがあまり発達しない。
幼体は後部縁甲板の外縁が、弱く鋸状に尖る。成長に伴い、縁甲板の突起は消失する。

## 分類
記載されてから2001年までに採集された標本数は10未満と発見例が非常に少なく、絶滅したと考えられていた。1995年に中華人民共和国の市場で密輸されたと思われる個体が発見され、1997年に再記載された。ミャンマーから密輸あるいは中華人民共和国を経由して密輸された個体からの知見しかなく野生下の発見例はほとんどなかったが、2009年にミャンマーの保護区内で野生個体が初めて発見された。

## 生態
常緑樹林や竹林に生息するが、周辺にある落葉樹林や農地に生息することもある。飼育下の観察例から陸棲で、湿度の高い環境を好むと考えられている。
飼育下ではイチゴやバナナといった果実、ロメインレタス、ミミズ、マウスの幼獣を食べた例がある。

## 人間との関係
食用や薬用・ペット用の乱獲、森林伐採や農地開発・野火による生息地の破壊などにより、生息数は減少している。2003年にオオヤマガメ属単位でワシントン条約附属書IIに掲載され、2013年には野生個体の輸出割当が0とされた。。ミャンマーではカメ類の商業目的の輸出が厳しく制限されており、さらに本種は保護の対象とされ生息地を保護区に指定するなどの保護対策が進められている。一方で密猟・密輸が行われているとされ、中華人民共和国に食用や薬用として持ち込まれた個体の一部がペット用に欧米や日本へ輸出されていると考えられている。
ペットとして飼育されることもあり、日本にも輸入された。奇形や成長不良のオオヤマガメが、本種の名前で流通したこともあった。